# تپه و محوطه تپه محمدی
تپه و محوطه تپه محمدی مربوط به هزاره اول - سدهٔ ۵ ه.ق است و در شهرستان بیجار، بخش مرکزی، روستای تپه محمدی واقع شده و این اثر در تاریخ ۷ مهر ۱۳۸۱ با شمارهٔ ثبت ۶۴۱۴ به‌عنوان یکی از آثار ملی ایران به ثبت رسیده است.